# André Chéron (Musiker)
André Chéron (auch: Cheron) (* 6. Februar 1695 in Paris; † 7. Oktober 1766 ebenda) war ein französischer Komponist, Cembalist, Organist und Dirigent des Spätbarock.

## Leben
André Chéron war ein Sohn des Instrumentenmachers Jean-Baptiste Chéron und dessen Frau Anne Felière, befreundet mit André Campra, der 
Taufpate des Jungen war. Chéron wurde von Mai 1702 an durch Marc-Antoine Charpentier und Nicolas Bernier an der Sainte-Chapelle ausgebildet und erhielt dort 1713 eine Anstellung als beigeordneter Organist. Er unterrichtete den nur zwei Jahre jüngeren Jean-Marie Leclair in Harmonielehre und Kontrapunktik, die beiden verband eine langjährige Freundschaft. Nach Aussage mehrerer Zeitgenossen soll Chéron die Bassstimme zu Leclairs Op. 1 komponiert haben. Ab 1734 war er Cembalist an der Pariser Oper und übernahm 1739 von Jean-Féry Rebel den Posten des „batteur de mesure“ (Taktschläger), hierfür wurde er mit 500 Livres entlohnt. In dieser Funktion leitete er zahlreiche Uraufführungen und Aufführungen von Opern und Ballettopern Rameaus (Zoroastre und Les Paladins), Pergolesis (La serva padrona), Rousseaus (Le devin du village), sowie Bühnenwerke Leclairs und anderer Zeitgenossen. Armand-Louis Couperin widmete ihm eine Sonate, „La Chéron“ genannt und Leclair 3 Konzerte für 3 Violinen, Viola und Bass, die 1737 im Mercure de France erschienen.

## Werke
Chéron komponierte mehr als 20 Grands motets, Motetten für eine Singstimme und eine Kantate, die allesamt verschollen sind.
Bei den in Eigenverlag erschienenen Sonaten handelt es sich um die unter Op. 1 erschienenen Triosonaten (1727) und die Duo-Sonaten für Violine (Flöte) und B. c. Op. 2 (1729). Beide Sammlungen sind in einem zu dieser Zeit konservativen Stil eines Corellis oder Couperins gehalten.